# Electrolocalització
L'electrolocalització és fonamentalment aquàtica, ja que requereix un medi conductor del corrent. Es basa en l'anàlisi de patrons elèctrics espacials i temporals (freqüències). Permet la discriminació de formes i distàncies. Distingim entre electrolocalització passiva i activa.

## Electrolocalització passiva
Es dona en alguns teleostis, taurons, amfibis (fase larvària) i també pels monotremes (ornitorrinc i equidna). No inclou la generació de camps elèctrics. Detecció dels moviments miogènics de baixa freqüència de les preses.

## Electrolocalització activa
És característica dels peixos electrogènics. Generació de camps elèctrics gràcies a l'activació coordinada d'electròcits. Detecció dels moviments miogènics de baixa freqüència de les preses. Detecció dels camps per receptors tuberosos. Aturdiment i/o paràlisi de la presa. Orientació, detecció de preses, electrocomunicació.